# Lista de prefeitos de Criciúma
Esta é a lista de prefeitos do município de Criciúma, estado brasileiro de Santa Catarina.
| Nº | Nome                                  | Imagem                | Partido                                                          | Início do mandato       | Fim do mandato                          | Observações                                                                             |
| 1  | Marcos Rovaris                        |                       | Partido Republicano Catarinense PRC                              | 1926                    | 18 de outubro de 1930                   | Intendente                                                                              |
| 2  | Cincinato Naspolini                   |                       | Aliança Liberal AL                                               | 18 de outubro de 1930   | julho de 1933                           | Prefeito nomeado                                                                        |
| 3  | Elias Angeloni                        |                       | —                                                                | julho de 1933           | 1944                                    | Prefeito nomeado                                                                        |
| 4  | Hercílio Amante                       |                       | Partido Trabalhista Brasileiro PTB                               | 1944                    | 1944                                    | Prefeito nomeado                                                                        |
| 5  | Elias Angeloni                        |                       | —                                                                | 1944                    | 1945                                    | Prefeito nomeado                                                                        |
| 6  | Addo Caldas Faraco                    |                       | —                                                                | 1945                    | 1945                                    | Prefeito nomeado                                                                        |
| 7  | Alfredo Bortoluzzi                    |                       | —                                                                | 1945                    | 6 de janeiro de 1947                    | Prefeito nomeado                                                                        |
| 8  | João Carlos de Campos                 |                       | —                                                                | 6 de janeiro de 1947    | 25 de agosto de 1947                    | Prefeito nomeado                                                                        |
| 9  | Carlos Otaviano Serra                 |                       | —                                                                | 25 de agosto de 1947    | 1947                                    | Prefeito nomeado                                                                        |
| 10 | Addo Caldas Faraco                    |                       | Partido Social Democrático PSD                                   | 1947                    | 1949                                    |                                                                                         |
| 11 | Luiz Lazzarin                         |                       | Partido Social Democrático PSD                                   | 1949                    | 1949                                    |                                                                                         |
| 12 | Addo Caldas Faraco                    |                       | Partido Social Democrático PSD                                   | 1949                    | 1951                                    |                                                                                         |
| 13 | Paulo Preis                           |                       | Partido Social Democrático PSD                                   | 1951                    | 1955                                    | Prefeito eleito renunciou o mandato                                                     |
| 14 | Sinval Rosário Boherer                |                       | Partido Social Democrático PSD                                   | 1955                    | 15 de março de 1955                     | Vice-prefeito eleito no cargo de prefeito                                               |
| 15 | Napoleão de Oliveira                  |                       | —                                                                | 15 de março de 1955     | 31 de janeiro de 1956                   | Prefeito eleito indiretamente pela Câmara                                               |
| 16 | Addo Caldas Faraco                    |                       | Partido Social Democrático PSD                                   | 31 de janeiro de 1956   | 1961                                    | Prefeito eleito em sufrágio universal                                                   |
| 17 | Nery Jesuíno da Rosa                  |                       | Partido Trabalhista Brasileiro PTB                               | 1961                    | 4 de outubro de 1963                    | Prefeito eleito em sufrágio universal                                                   |
| 18 | Arlindo Junkes                        |                       | Partido Social Democrático PSD                                   | 17 de outubro de 1963   | 2 de janeiro de 1966                    | Prefeito eleito em sufrágio universal                                                   |
| 19 | Rui Hülse                             |                       | União Democrática Nacional UDN/Aliança Renovadora Nacional ARENA | 2 de janeiro de 1966    | 2 de fevereiro de 1970                  | Prefeito eleito em sufrágio universal                                                   |
| 20 | Nelson Alexandrino                    |                       | Movimento Democrático Brasileiro MDB                             | 2 de fevereiro de 1970  | 1º de fevereiro de 1973                 | Prefeito eleito em sufrágio universal                                                   |
| 21 | Algemiro Manique Barreto              |                       | Aliança Renovadora Nacional ARENA                                | 1º de fevereiro de 1973 | 31 de janeiro de 1977                   | Prefeito eleito em sufrágio universal                                                   |
| 22 | Altair Guidi                          |                       | Aliança Renovadora Nacional ARENA/Partido Democrático Social PDS | 31 de janeiro de 1977   | 31 de janeiro de 1983                   | Prefeito eleito em sufrágio universal                                                   |
| 23 | José Augusto Hülse                    |                       | Partido do Movimento Democrático Brasileiro PMDB                 | 31 de janeiro de 1983   | 31 de dezembro de 1988                  | Prefeito eleito em sufrágio universal                                                   |
| 24 | Altair Guidi                          |                       | Partido Democrático Social PDS                                   | 1º de janeiro de 1989   | 31 de dezembro de 1992                  | Prefeito eleito em sufrágio universal                                                   |
| 25 | Eduardo Moreira                       |                       | Partido do Movimento Democrático Brasileiro PMDB                 | 1º de janeiro de 1993   | 31 de dezembro de 1996                  | Prefeito eleito em sufrágio universal                                                   |
| 26 | Paulo Roberto Meller                  |                       | Partido do Movimento Democrático Brasileiro PMDB                 | 1º de janeiro de 1997   | 31 de dezembro de 2000                  | Prefeito eleito em sufrágio universal                                                   |
| 27 | Décio Góes                            |                       | Partido dos Trabalhadores PT                                     | 1º de janeiro de 2001   | 3 de janeiro de 2005                    | Prefeito eleito em sufrágio universal                                                   |
| 28 | Sérgio Pacheco                        |                       | Partido Progressista PP                                          | 3 de janeiro de 2005    | 29 de abril de 2005                     | Prefeito interino                                                                       |
| —  | Anderlei Antonelli                    |                       | Partido do Movimento Democrático Brasileiro PMDB                 | 29 de abril de 2005     | 31 de dezembro de 2008                  | Prefeito eleito segundo colocado. Assumiu com a cassação de Décio Góes.                 |
| 29 | Clésio Salvaro                        |                       | Partido da Social Democracia Brasileira PSDB                     | 1º de janeiro de 2009   | 31 de dezembro de 2012                  | Prefeito eleito em sufrágio universal                                                   |
| —  | Itamar da Silva                       |                       | Partido da Social Democracia Brasileira PSDB                     | 1º de janeiro de 2013   | 31 de março de 2013                     | Prefeito interino                                                                       |
| 30 | Márcio Búrigo                         |                       | Partido Progressista PP                                          | 1º de abril de 2013     | 15 de janeiro de 2015                   | Prefeito eleito em eleição suplementar de 03.03.2013                                    |
| —  | Clésio Salvaro                        |                       | Partido da Social Democracia Brasileira PSDB                     | 15 de janeiro de 2015   | 27 de fevereiro de 2015                 | Prefeito empossado após decisão judicial que validou a eleição ocorrida em 07/10/2012   |
| —  | Márcio Búrigo                         |                       | Partido Progressista PP                                          | 27 de fevereiro de 2015 | 31 de dezembro de 2016                  | Prefeito eleito em eleição suplementar de 03.03.2013, reempossado após decisão judicial |
| 31 | Clésio Salvaro                        |                       | Partido da Social Democracia Brasileira PSDB                     | 1º de janeiro de 2017   | 31 de dezembro de 2020                  | Prefeito eleito em sufrágio universal                                                   |
| 31 | Clésio Salvaro                        | 1º de janeiro de 2021 | Partido da Social Democracia Brasileira PSDB                     | 31 de dezembro de 2024  | Prefeito reeleito em sufrágio universal |                                                                                         |
| 32 | Vagner Espíndola Rodrigues (Vaguinho) |                       | Partido Social Democrático PSD                                   | 1º de janeiro de 2025   | (em exercício)                          | Prefeito eleito em sufrágio universal. Eleição realizada em 06/10/2024.                 |